# Dipcadi viride
Dipcadi viride là một loài thực vật có hoa trong họ Măng tây. Loài này được (L.) Moench mô tả khoa học đầu tiên năm 1802.